# Standfussia pristinella
Standfussia pristinella är en fjärilsart som beskrevs av Hans Rebel 1934. Standfussia pristinella ingår i släktet Standfussia och familjen säckspinnare. Inga underarter finns listade i Catalogue of Life.